# Raddea sherpa
Raddea sherpa är en fjärilsart som beskrevs av Márton Hreblay och Ronkay 1998. Raddea sherpa ingår i släktet Raddea och familjen nattflyn. Inga underarter finns listade.